# Ekmaniopappus mikanioides
Ekmaniopappus mikanioides là một loài thực vật có hoa trong họ Cúc. Loài này được (Urb. & Ekman) Borhidi mô tả khoa học đầu tiên năm 1992.